# Parks Associates
 (août 2024).
Parks Associates est une firme américaine d'études de marché fondée en 1986.
L'entreprise vend des études concernant le marché des produits et des services dits « numériques », mais aussi des études en rapport avec internet. Elle fait partie du classement Fortune 500, qui regroupe les 500 entreprises mondiales ayant réalisé le plus gros chiffre d'affaires.

## Études de marché célèbres
La société a publié de nombreuses études, qui ont été plus ou moins célèbres. En France, l'entreprise s'est surtout fait connaître par une étude concernant les profils types des joueurs.

### Sur les profils types des joueurs
Les joueurs sont (selon cette étude) divisibles en 6 catégories bien distinctes :
- Les « power gamers » (joueurs passionnés), qui ont une forte représentativité en ligne. Ils représentent seulement 11 % des joueurs, mais 30 % des revenus de l'industrie du jeu vidéo ;

- Les « social gamers » (joueurs sociaux), qui préfèrent jouer en réseau avec des amis, sur internet ou en LAN ;

- Les « leisure gamers » (joueurs en loisir), qui jouent beaucoup (58 heures par mois en moyenne), en ne se fixant pas sur un jeu. Néanmoins ils préfèrent les jeux difficiles et montrent un grand intérêt pour des services de jeux nouveaux ;

- Les « dormant gamers » (joueurs dormants), qui adorent le jeu vidéo, mais n'y consacrent que très peu de temps à cause de la famille, du travail, ou de l'école. Ils aiment jouer entre amis, et préfèrent les jeux complexes pour le défi ;

- Les « incidental gamers » (joueurs accidentels), qui manquent de motivation et jouent pour vaincre l'ennui. Ils jouent néanmoins plus de 20 heures par mois à des jeux en ligne ;

- Les « occasional gamers » (joueurs occasionnels), qui jouent à des jeux de société, des jeux de table, des puzzles, ou des mots croisés, mais en jeux vidéo.

## Liens
- Site officiel